# Coleophora cornella
Coleophora cornella é uma espécie de mariposa do gênero Coleophora pertencente à família Coleophoridae.